# San Francesco della Vigna

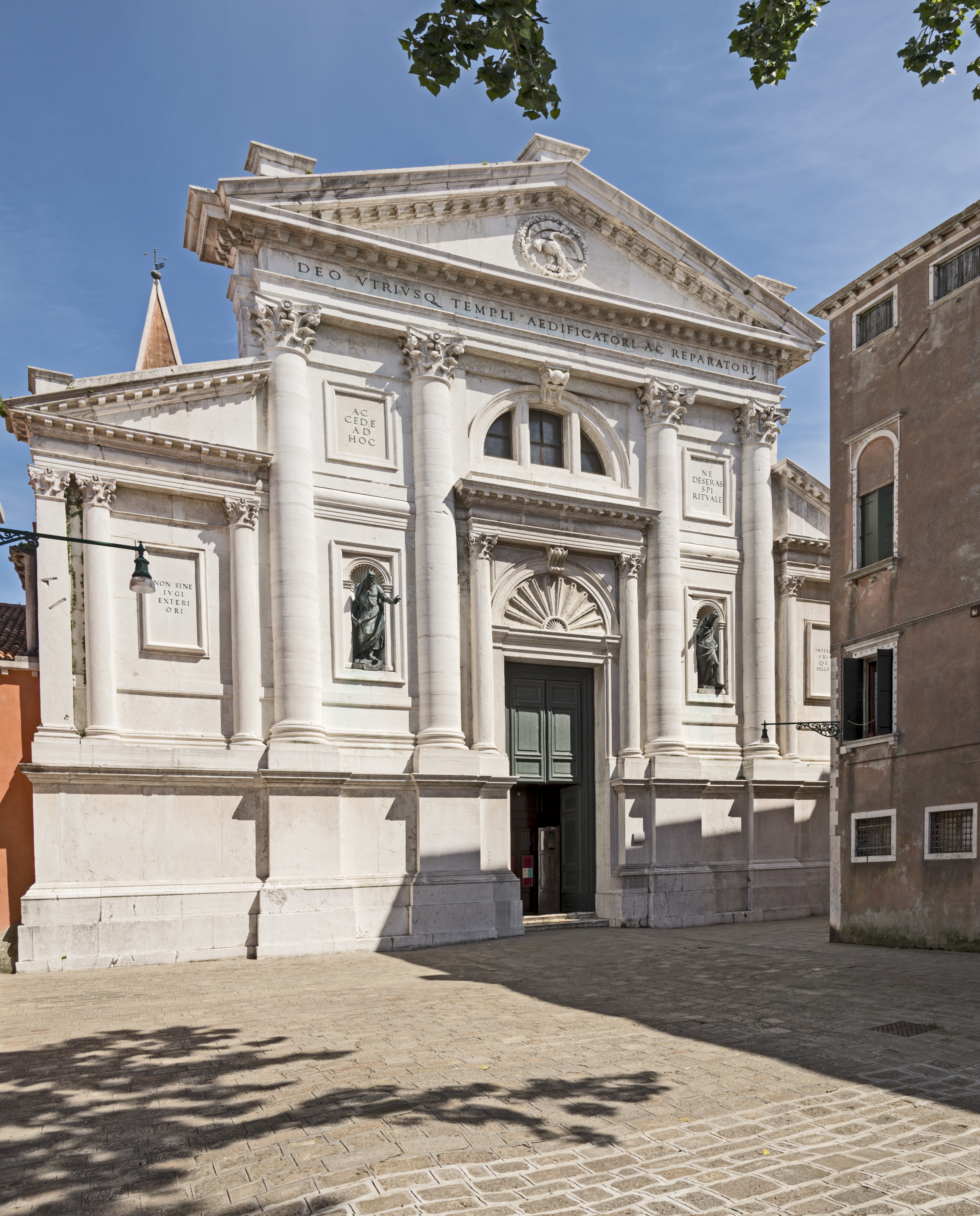
Façana d'Andrea Palladio

L'església de San Francesco della Vigna és un edifici religiós de Venècia (Itàlia), situat al sestiere de Castello, no lluny de l'Arsenal. Construïda per als franciscans, fou i és la segona gran església de la companyia després de la Basílica de Santa Maria dei Frari. Lloada per la noblesa veneciana, les seves capelles laterals esdevingueren capelles funeràries de les famílies que havien finançat un fons per a la construcció.
L'actual església, iniciada per Jacopo Sansovino el 1534, acabà el 1554. Deu anys més tard li fou confiada a Andrea Palladio la construcció de la magnífica façana (1564), que la fa una de les esglésies més representatives del Renaixement a Venècia. És una de les quatre esglésies venecianes en què intervingué Palladio, juntament amb l'església de San Pietro di Castello (façana, 1558), església de San Giorgio Maggiore (1560-65) i l'església del Redemptor (1577).

## L'església

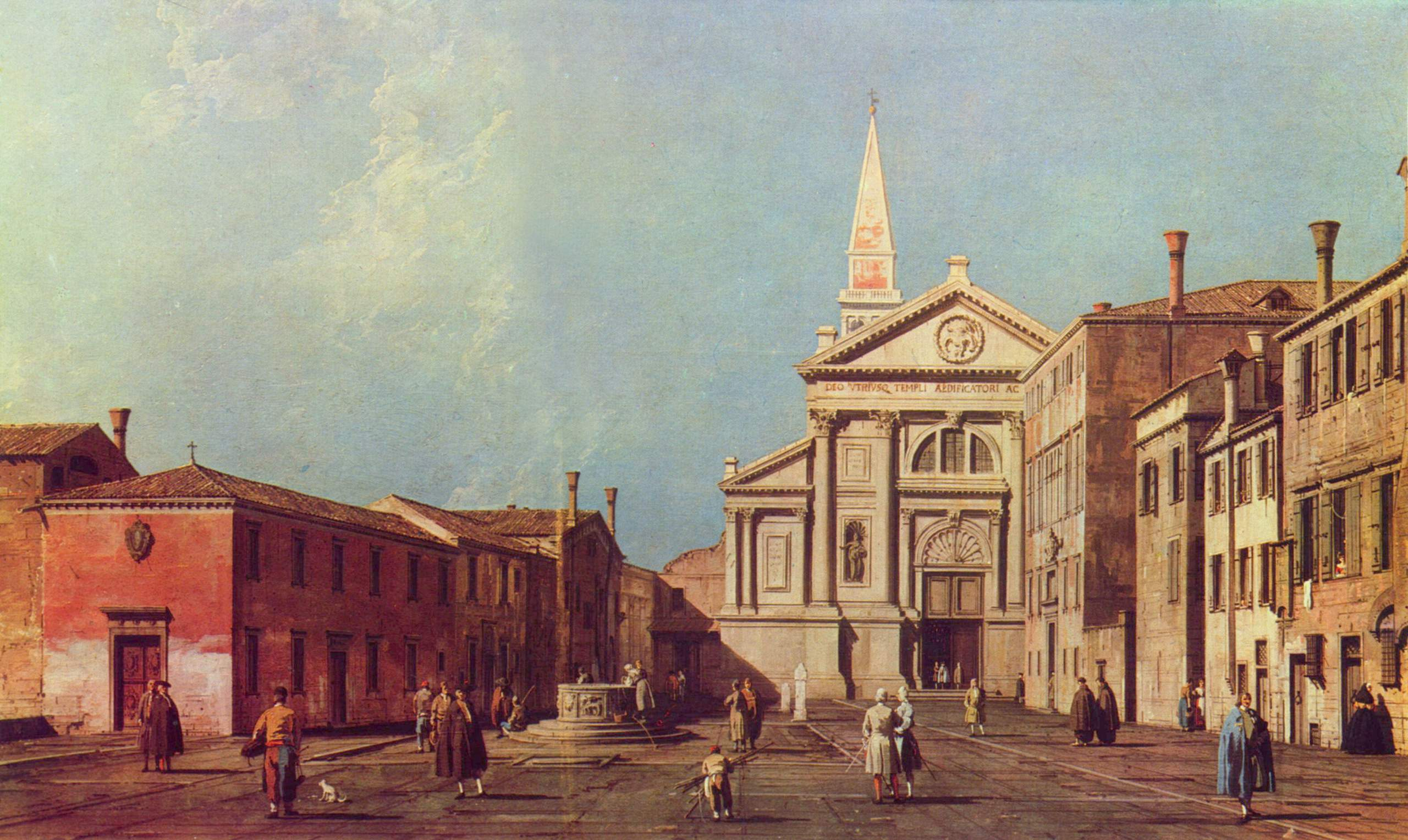
El camp i l'església de San Francesco della Vigna, pintats per Canaletto

La parròquia de San Francesco della Vigna (instituïda el 1810 després de la fusió amb la veïna S. Giustina, S. Tèrnita i S. Antonio) deu el seu nom al fet que en un origen el lloc on es troba estava conreat amb vinyars, les més extenses i fecundes de tot Venècia (pertanyents a la família Ziani). Gràcies a una donació el 1253 de Marco Zian, als encontorns d'aquestes vinyes sorgí una petita i modesta església dedicada a sant Marc, atès que, segons una tradició de l'època, aquell era el lloc que havia acollit l'evangelista durant una tempesta i on se li aparegué un àngel poc després de saludar-lo amb les paraules Pax tibi Marce Evangelista meus (lema de la Sereníssima) i profetitzant-li la futura fundació de Venècia.
Quan Marco Ziano morí, el comte d'Arbe, membre de la família ja mencionada i fill de Pietro Ziani, s'establí al testament datat de 25 de juny de 1253 que els vinyars, l'església i algunes botigues foren deixats als frares Menors o als frares Predicadors o als cistercencs. Entre tots tres, finalment s'aconseguí la millor, els Menors Observants que s'instal·laren definitivament aquí; però atès que el seu nombre augmentava constantment s'hagué d'ampliar el convent i es decidí construir una nova església, dissenyada per Marino da Pisa en estil gòtic, de tres naus, que s'anomenà San Francesco della Vigna, deixant encara intacta la prèviament construïda i dedicada església a Sant Marc.
Al segle xvi, a més de la necessitat del poble que s'havia assentat a la zona de l'Arsenal de tenir un nou centre religiós on poder orar i del fet que el propi edifici amenaçava d'esfondrar-se, dues raons principals conduïren a la reconstrucció de l'església: la primera fou la reforma de l'orde franciscà dels Observants i la segona del desig d'Andrea Gritti, el palau familiar del qual es trobava al veïnatge de l'església. Es decidí intervenir segons un disseny renaixentista de Jacopo Sansovino, seguint les directrius del germà Francesco Zorzi, que reflectí per escrit les seves idees que basaven les dimensions dels diferents elements en el número tres, a causa de la seva associació amb la Santíssima Trinitat: la nau havia de tenir nou passes d'amplada i 27 passes de llargària, cadascuna de les capelles laterals, tres passes d'amplada. El dux posà la primera pedra el 15 d'agost de 1534. Per obtenir els fons tan necessaris per a la construcció, les capelles es vengueren per 200 a 350 ducats als nobles donants que podrien posar-hi llur blasó i hi serien enterrats amb llurs famílies. Pel dret a ser enterrat davant l'altar major, el dux Gritti donà mil ducats.
El 1542 Vettor Grimani i el seu germà, el cardenal Marino, havien obtingut el dret a construir la façana i tot i que l'església fou acabada el 1554, sorgiren molts problemes sobre la forma de construir-la i els treballs s'interromperen durant un temps. Tanmateix, el disseny de Sansovino no fou del gust de la majoria i el 1562 fou escollit un altre projecte presentat per Andrea Palladio; i és a aquesta contesa a la qual fan referència les dues inscripcions a la façana («Non sine jugi interiori» i «Exteriorique bello»). Acabada finalment, l'església fou consagrada el 2 d'agost de 1582 per Giulio Superchio, bisbe de Caorle.

## Convent
Encara que el convent, que consta de dos claustres dels quals el més gran és utilitzat com a cementiri, durant aquells anys patí una restauració, a conseqüència de la supressió dels ordes religiosos durant l'etapa napoleònica en què fou convertit en quarter. I a tal funció fou destinat àdhuc després de la readmissió dels frares Menors Observants a Venècia el 1836, que, inevitablement, hagueren d'anar a viure en un segon convent, fundat al segle xv per Maria Benedetta, princesa de Carignano i Angela Canal per a les Terciàries Franciscanes. Després d'haver estat ampliat i fins i tot incorporat al Palau de la Nunciatura, finalment, el 1866, després d'un llarg pelegrinatge, pogueren tornar a llur antic convent (comprat per la Commissariato di Terra Santa).
Aquí foren enterrats molts nobles venecians. Avui dia a tots dos claustres s'hi celebren exposicions temporals, concerts i s'hi col·loquen pavellons que s'empren en algunes exposicions de la Biennal.

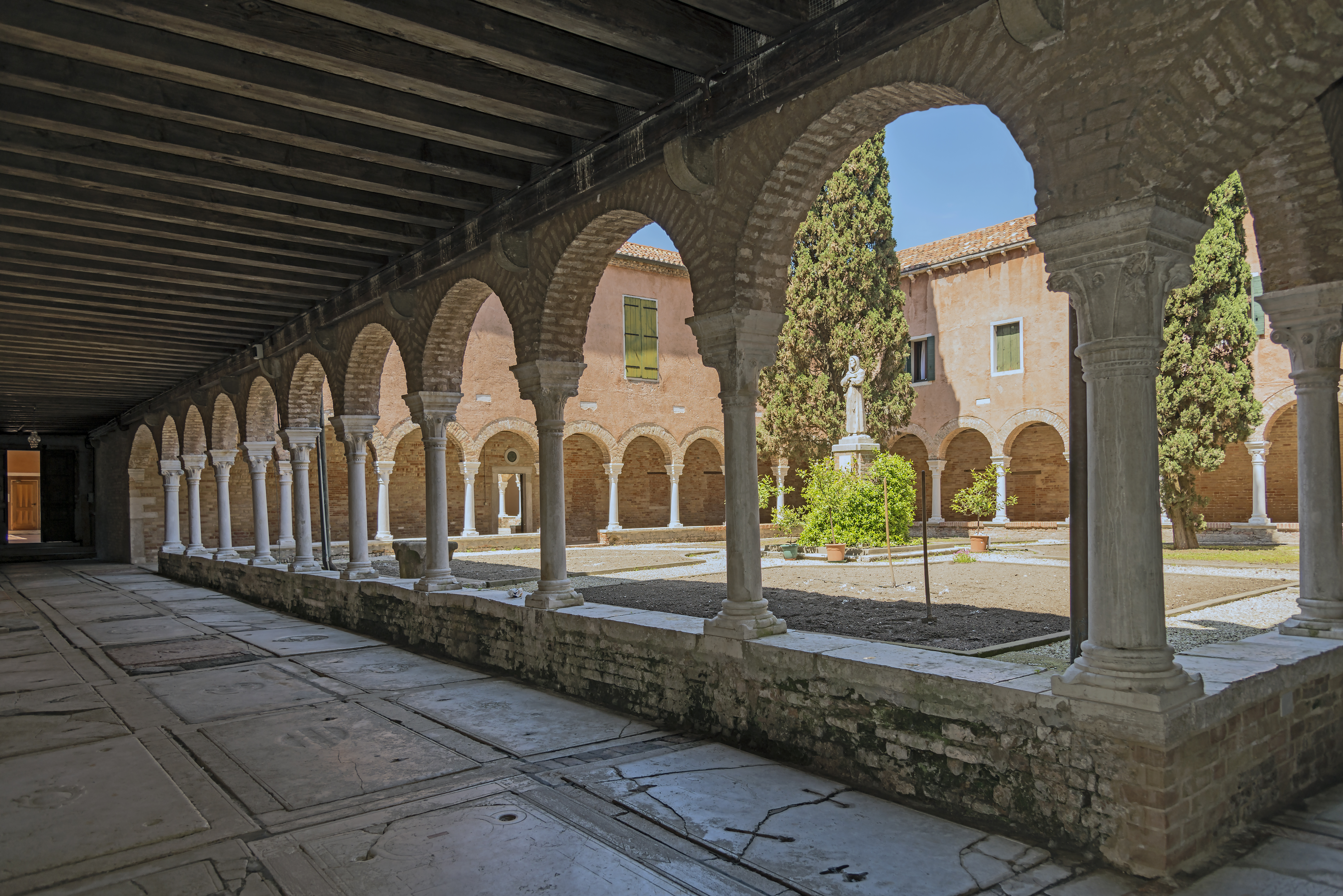
El claustre
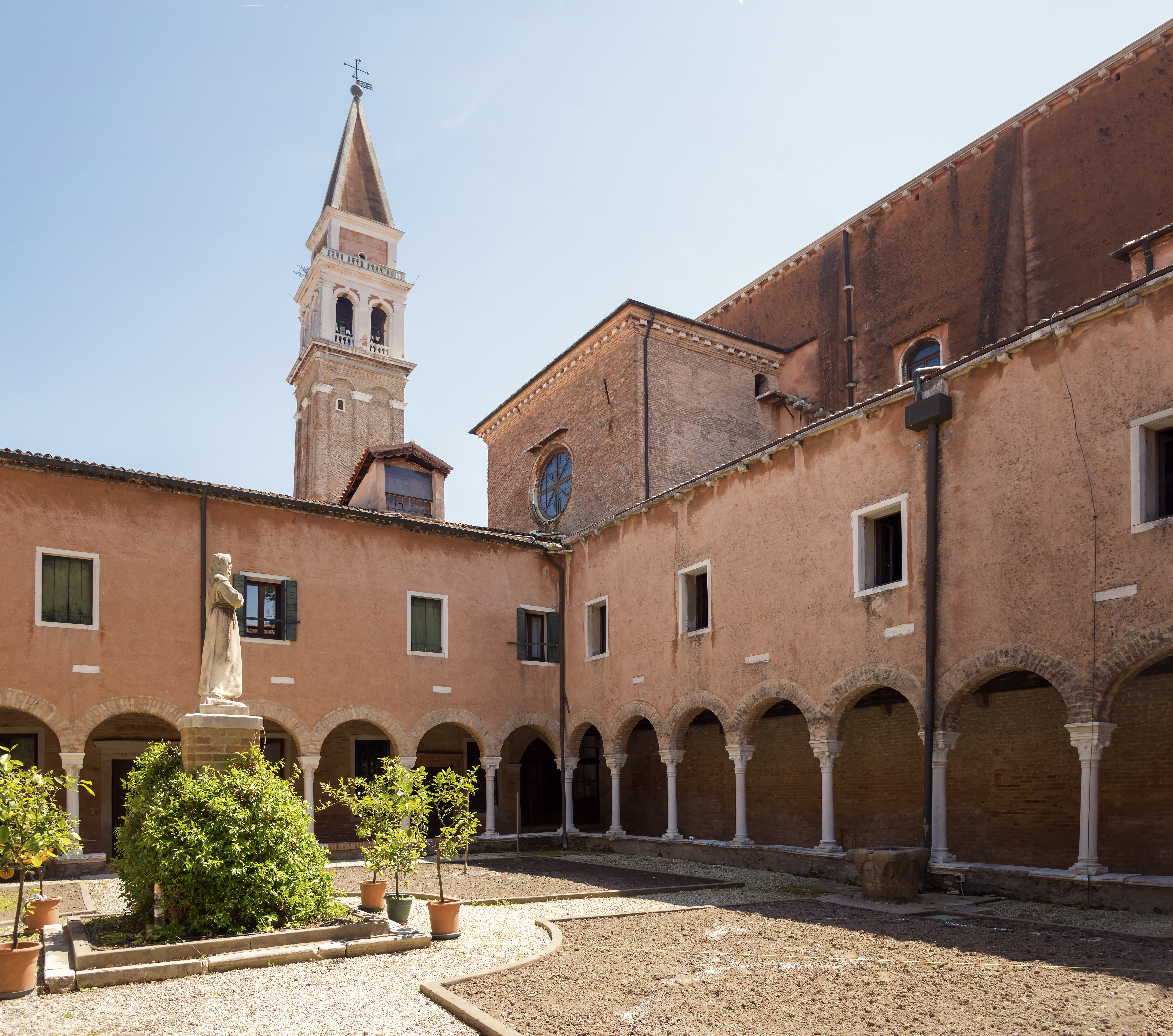
El claustre

## La façana pal·ladiana
Després del malaurat debut venecià de Sant Pere de Castello per part d'Andrea Palladio, fou probablement aquest cop Daniel Barbaro qui afavorí la nova assignació a l'arquitecte vicentí, tot convencent el patriarca d'Aquileia, Giovanni Grimani, per confiar-li la construcció de la façana de San Francesco della Vigna. Era una tria de no poca importància atès que excloïa Jacopo Sansovino, que havia construït l'església trenta anys abans (i que també preparava dissenys per a la façana), preferint Palladio que s'imposava com una alternativa concreta, sostingut amb el suport de la part culturalment més avançada de l'aristocràcia veneciana, davant del ja ancià protagonista de la renovació arquitectònica de la plaça de Sant Marc. Giovanni Grimani, un home de gusts sofisticats i amo d'una refinada col·lecció d'antiguitats romanes, havia patit el 1563 un insidiós procés per heretgia, del qual fou absolt de tots els càrrecs; i transformà la construcció de la façana de San Francesco en una autocelebració privada.
Des de Leon Battista Alberti en endavant, els arquitectes del Renaixement estaven immersos en la difícil tasca d'adaptar el front d'un edifici amb una única sala, com era el temple antic, en la planimetria de més naus de les esglésies cristianes. Amb la façana de l'església de San Francesco della Vigna, Palladio oferí la seva primera resposta concreta al tema, després del malaurat compromís —bàsicament només el disseny— de Sant Pere de Castello. Projectada sobre un únic plànol la nau major, coberta per un gran timpà, i les dues laterals cobertes per dos semitimpans, el problema compositiu era l'única orgànica dels dos sistemes i la relació modular dels dos ordres, el major anomenat a regir el timpà principal i el menor els dos semitimpans. La solució implementada per Palladio fou brillant, tot i que obligà a establir els dos ordres en el mateix alt Basamento: una dificultat que seria fàcilment superada a la façana de l'església del Redemptor, avantposant una gran escalinata a la secció central de la façana.
Les enormes estàtues de bronze presents als nínxols de la façana representen Moisès (esquerra) i Pau de Tars (dreta) foren, tanmateix, realitzades per l'escultor Tiziano Aspetti per voluntat testamentària del mateix Grimani.

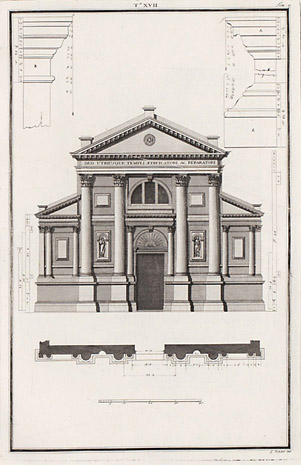
Disseny de la façana (Ottavio Bertotti Scamozzi, 1783)
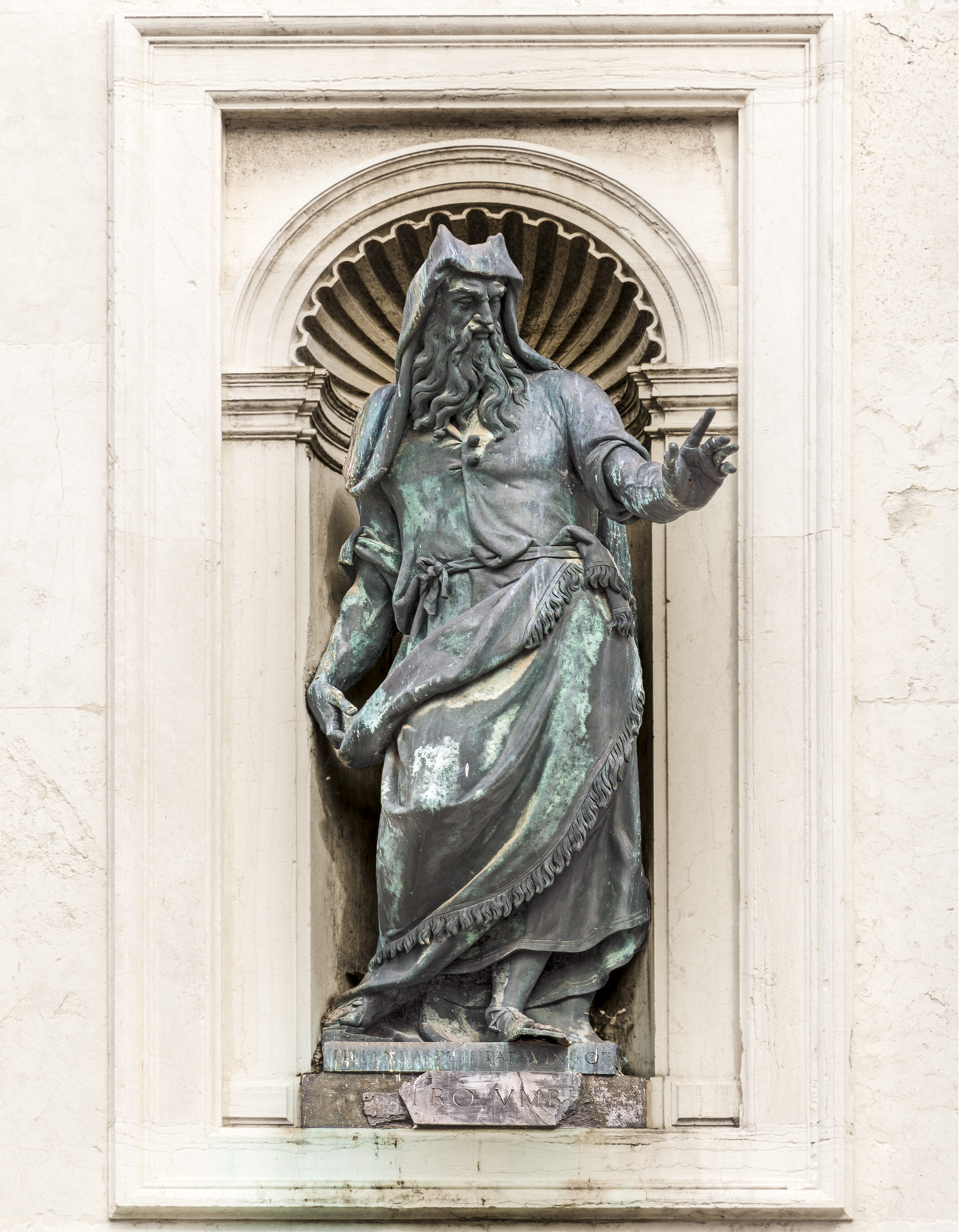
Moisès per Tiziano Aspetti
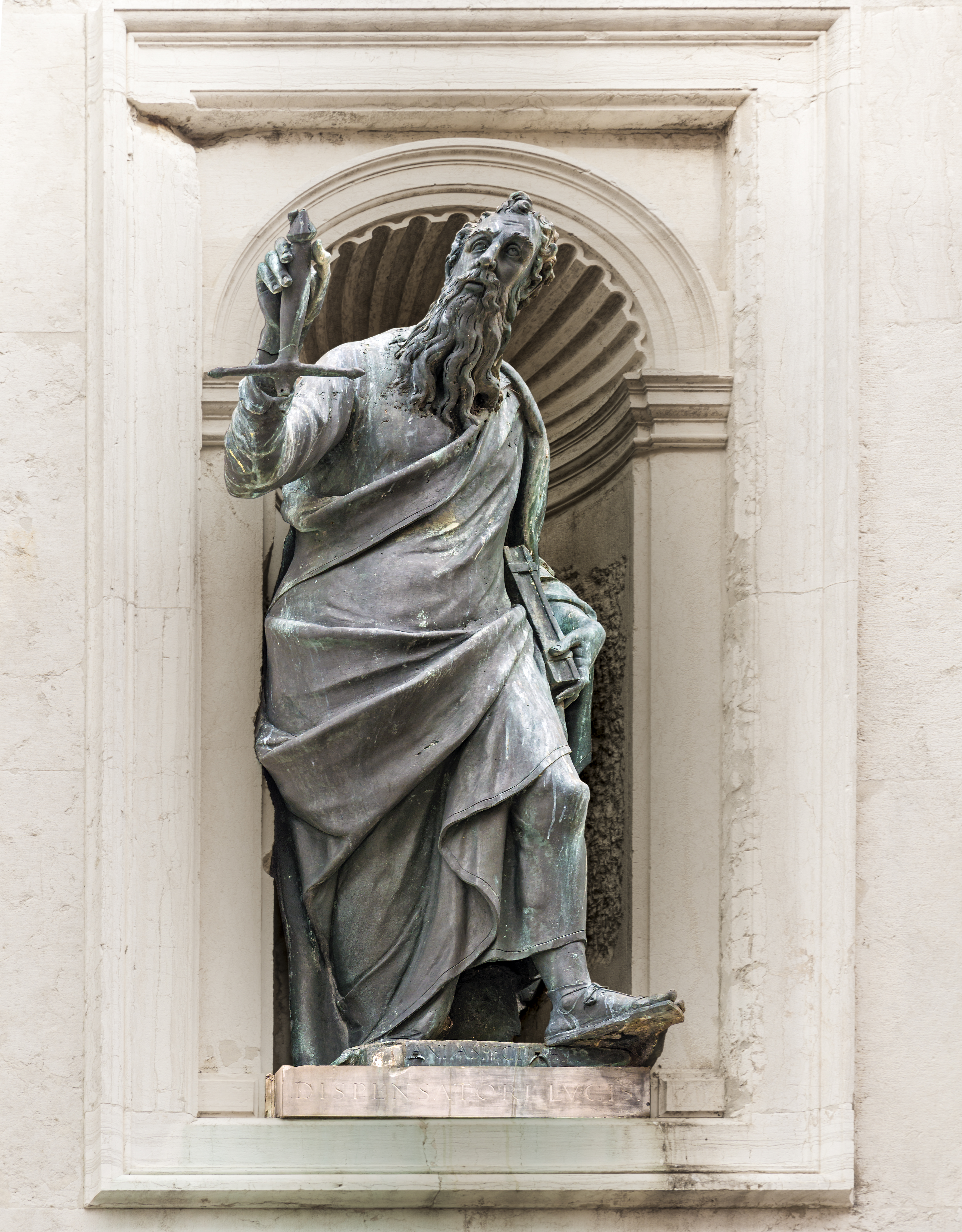
Pau de Tars per Tiziano Aspetti
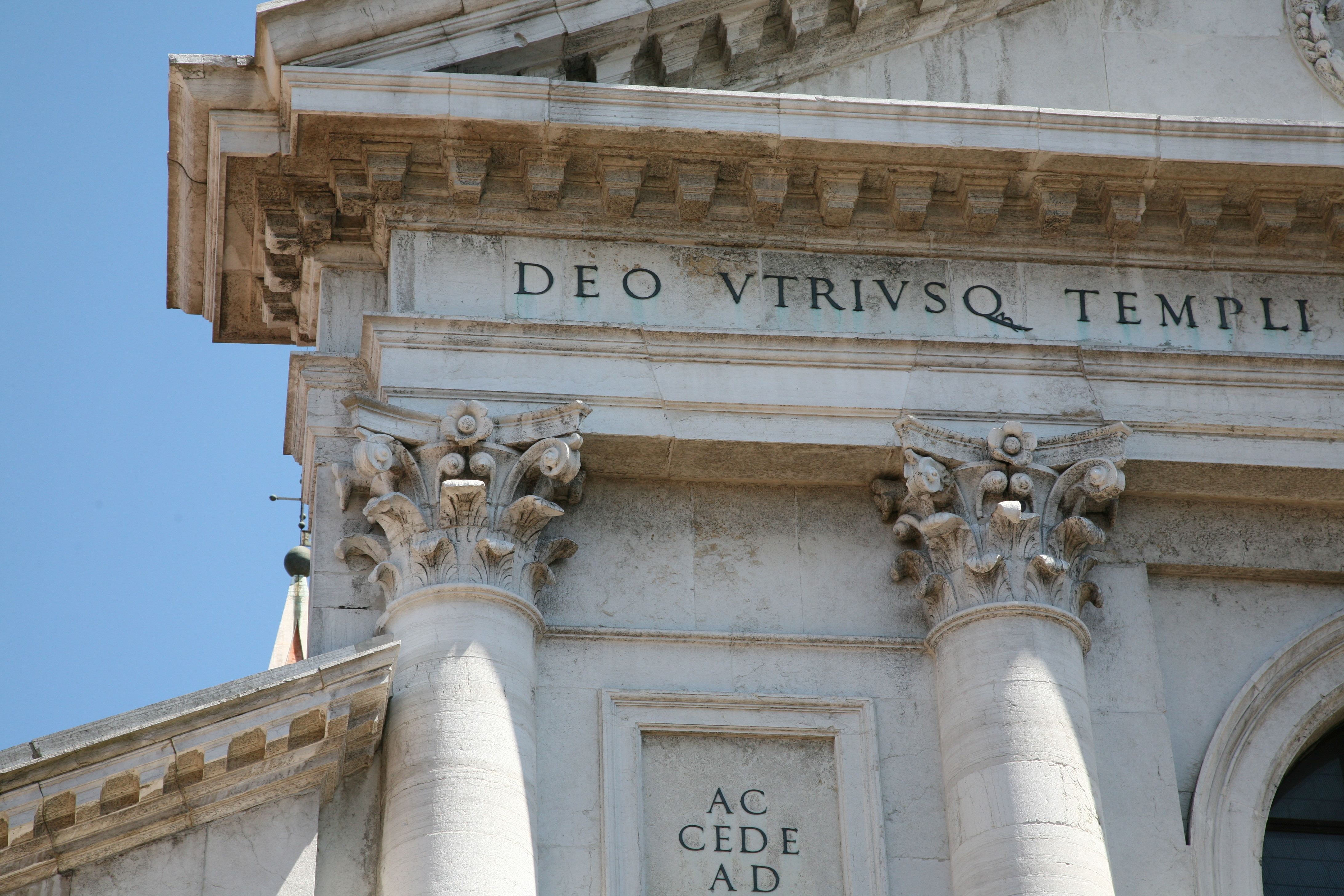
Detall de la façana

## Interior

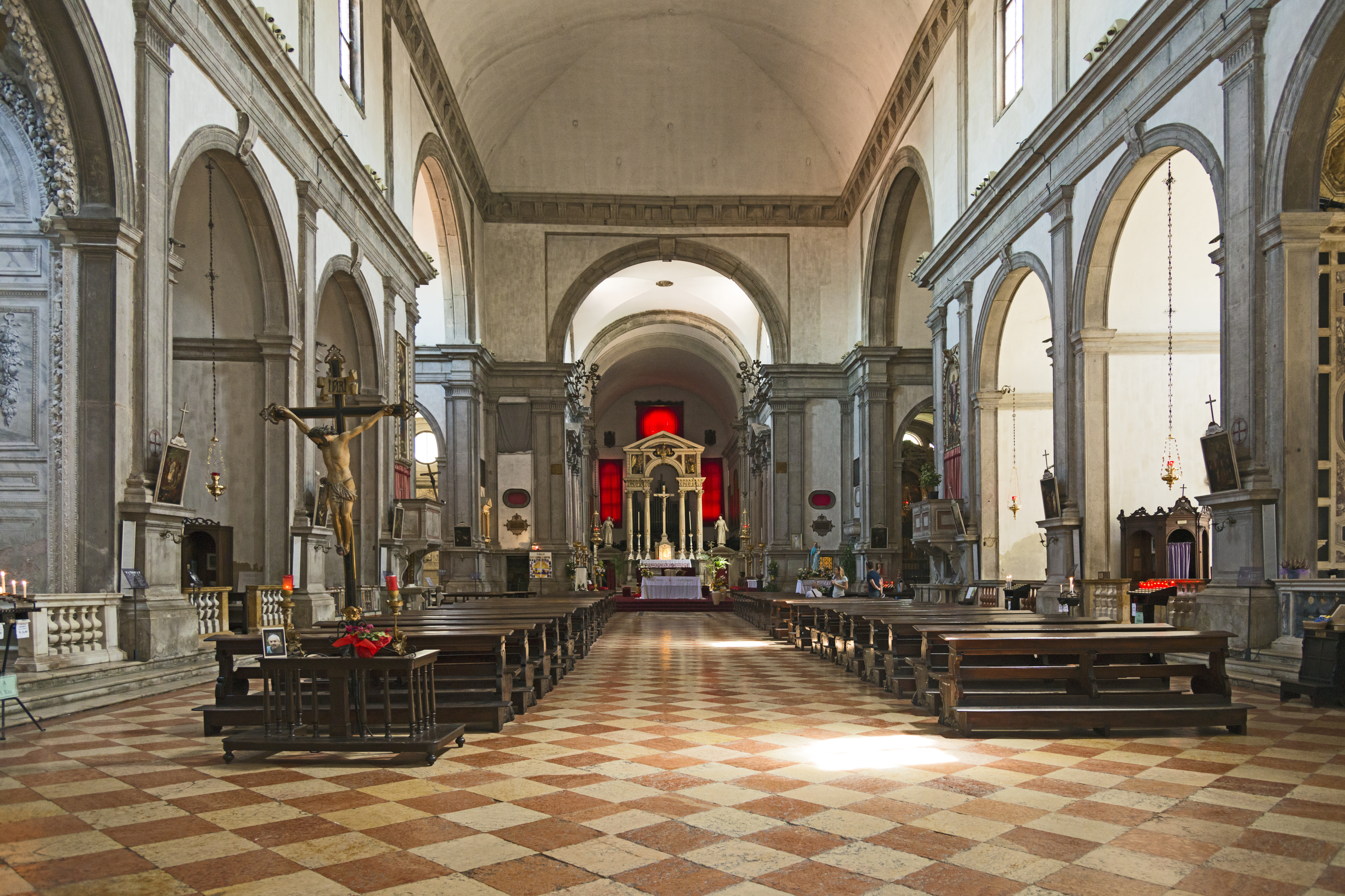
L'interior de l'església

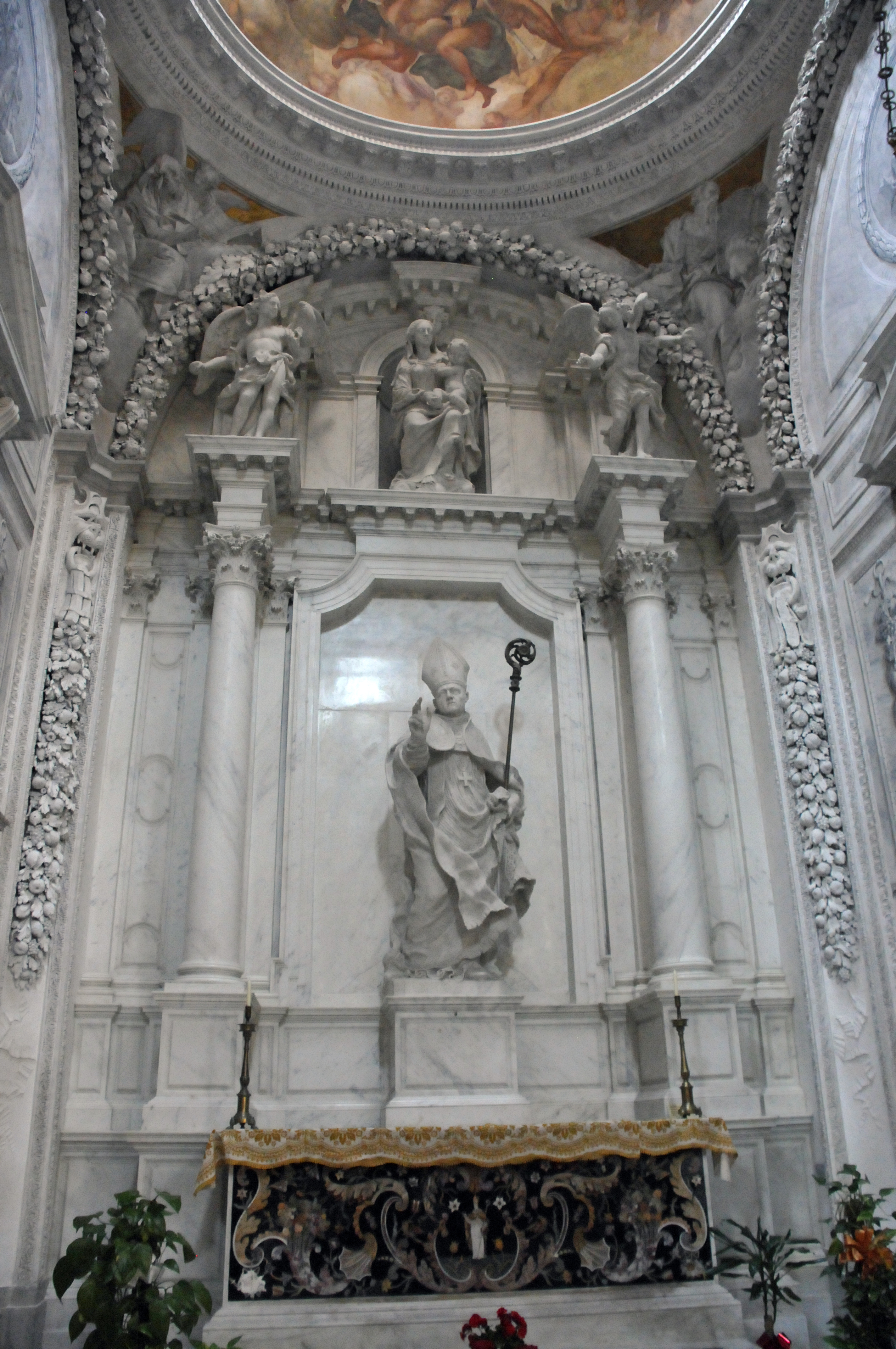
Capella Sagredo

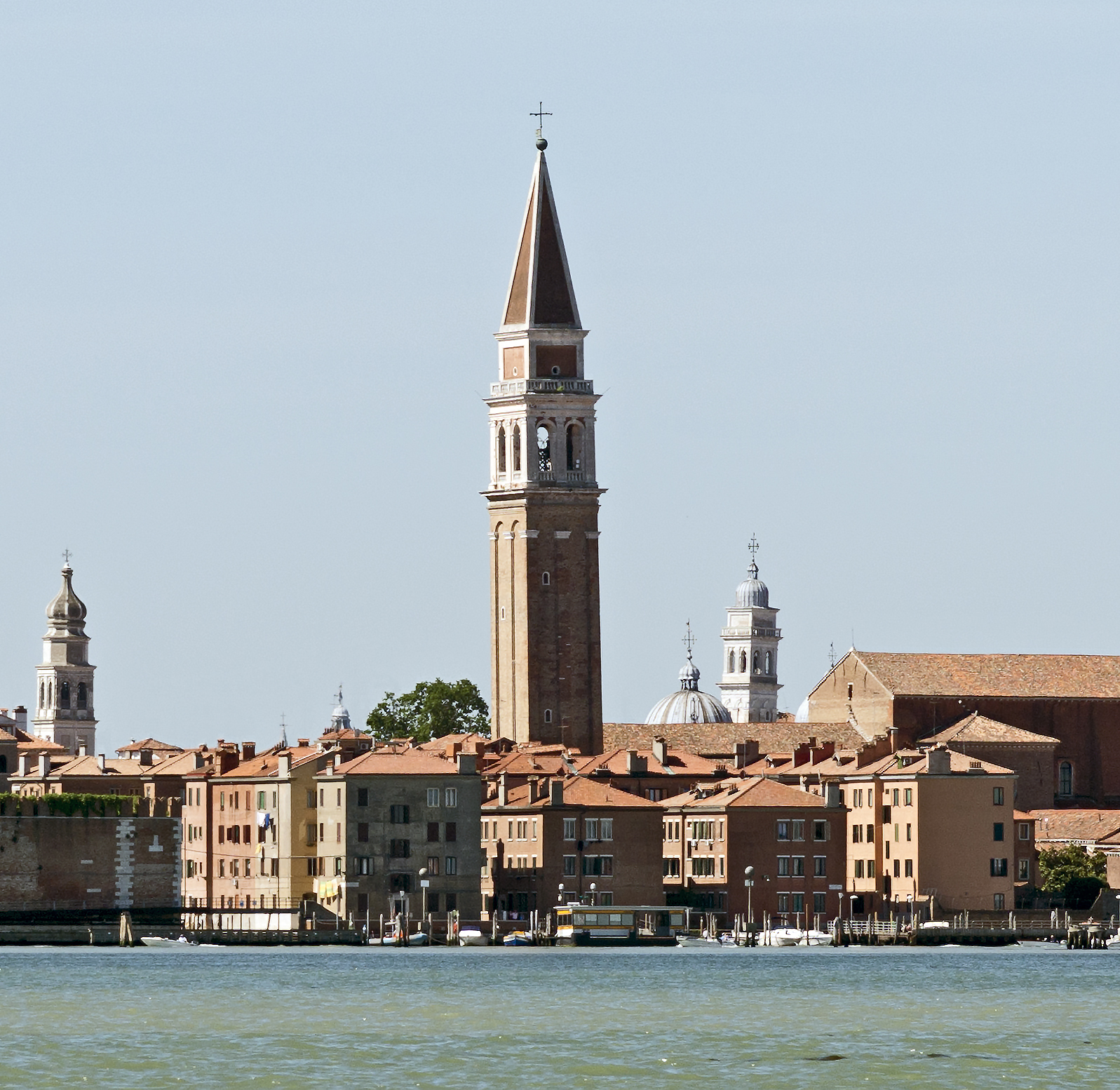
El campanile

L'interior té la simplicitat i la gravetat de les esglésies franciscanes, amb columnes dòriques de pedra d'Ístria i amb un cor, que durant la missa era ocupat pels monjos, situats rere l'altar.
L'església, amb planta de creu llatina, presenta una àmplia nau central franquejada per sis capelles a cada banda que funcionen segons la nova concepció clàssica de les naus laterals: a la dreta hi ha la Bragadin, la Badoer-Surian, la Contarini, la Malipiero-Badoer, la Barbaro i la Morosini (o delle Sbarre) i, a l'esquerra, la Grimani, la Montefeltro, la Basso-Sagredo, la Dandolo, la Giustinian «della Salute» i finalment al Priuli. L'espai de la nau, en principi, marcat només per les pilastres aïllades que tenen per funció suportar l'arcada, està subdividit per les parets que acaben al mur de l'àmbit, creant d'aquesta manera espais singularment conclusos. La superfície de terra de les capelles individuals, tancades frontalment per una balustrada de marbre, és elevada en comparació amb la del passadís principal per mitjà de tres passos que s'estenen també al llarg del transsepte (formant així una figura de «T»).
L'església al fons acaba amb un profund presbiteri de planta perfectament rectangular dividida en dues parts per un altar rere el qual hi havia el cor de frares. La particularitat d'aquest apart de l'església és que entre el mur perimetral i l'interior que defineix l'ample del presbiteri hi ha presents dos passadissos laterals que acaben en dues capelles menors (la de San Bonaventura i la de San Diego).
A les dues parets del fons del tester del transsepte s'obren les entrades laterals: a l'esquerra, la del convent, i a la dreta la del públic, anomenada porta de Terra Santa, que porta al camp adjacent.

### Monuments funeraris i ossaris
A l'església i al claustre i han estat enterrats, amb importants monuments funeraris:
- Triadano Gritti (fal. 1474)
- Andrea Bragadin (fal. 1487, governador de Famagusta)
- Ermolao Barbaro (fal. 1493, humanista)
- Giosafat Barbaro (fal. 1494, comerciant, diplomàtic i viatger)
- Andrea Gritti (fal. 1538, 77è duc)
- Girolamo Bragadin (fal. 1545, noble)
- Mateo de Bascio (fal. 1552, fundador de l'Orde dels Frares Menors Caputxins)
- Marcantonio Trevisan (fal. 1554, 80è duc)
- Cristoforo Surian (fal. 1563)
- Giovanni Grimani (fal. 1593, cardenal i patriarca)
- Alvise Gritti Mocenigo (fal. 1610)
- Leonardo Foscarini (fal. 1616)
- Francesco Contarini (fal. 1624, 95è duc)
- Nicolò Sagredo (fal. 1676, 105è duc)
- Alvise Contarini (fal. 1684, 106è duc)
- Luigi Sagredo (fal. 1688, patriarca)
- Bartolomeo Gradenigo (fal. 1778)
- Domenico Trevisan (polític)